# Thomas Lüthi

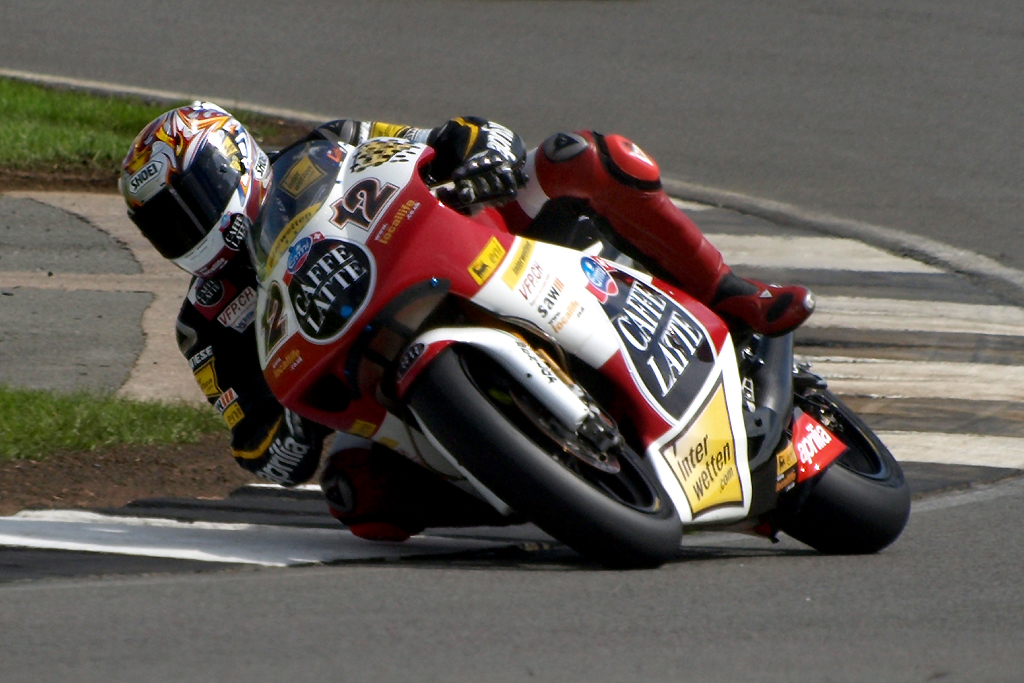
Lühti in 2009

Thomas Lüthi (6 september 1986, Oberdiessbach) is een Zwitsers motorcoureur. In 2013 reed hij in de Moto2 voor Interwetten Paddock.
In het seizoen 2005 brak hij definitief door in de 125cc-klasse. Hij behaalde zijn eerste grand-prixzege op het circuit van Le Mans in 2005. Dat jaar werd hij ook wereldkampioen in de 125cc-klasse. In eigen land werd hij verkozen tot Zwitsers Sportman van het Jaar 2005.
Hij is opgegroeid in Emmental en reed op 9-jarige leeftijd de eerste keer op een motor. Zijn eerste race-ervaringen deed hij op bij het Pocketbike.